# Klass A 1959/60
Die Saison 1959/60 war die 14. Spielzeit der Klass A als höchste sowjetische Eishockeyspielklasse. Den sowjetischen Meistertitel sicherte sich zum insgesamt achten Mal ZSKA Moskau.

## Modus
Die 18 Mannschaften der Klass A wurden in der Hauptrunde zunächst in drei Gruppen mit je sechs Teilnehmern eingeteilt. Die Mannschaften der Gruppen A und B bestritten jeweils 25 Spiele, die Mannschaften der Gruppe C jeweils 30 Spiele. Die vier besten Mannschaften jeder Gruppe qualifizierten sich für das Playoff-Viertelfinale, wobei die vier besten Mannschaften für das Achtelfinale ein Freilos erhielten. Die übrigen zehn Mannschaften und die in den Playoffs ausgeschiedenen Mannschaften nahmen ihrer jeweiligen Platzierung nach geordnet an den verschiedenen Platzierungsrunden teil. Für einen Sieg erhielt jede Mannschaft zwei Punkte, bei einem Unentschieden gab es einen Punkt und bei einer Niederlage null Punkte.

## Hauptrunde
Neu in der ersten Spielklasse waren unter anderem die Mannschaft des LIISchT Leningrad (russisch Ленинградский институт инженеров железнодорожного транспорта, der heutigen Staatlichen Universität für Verkehrswesen Sankt Petersburg) sowie die Mannschaft von Dinamo Riga, die unter dem Namen des lettischen Wagonbaukonzerns Rīgas Vagonbūves Rūpnīca an der Liga teilnahm.

### Gruppe A
|    | Klub                  | Sp | S  | U | N  | T   | GT  | Punkte |
| -- | --------------------- | -- | -- | - | -- | --- | --- | ------ |
| 1. | ZSKA Moskau           | 25 | 19 | 1 | 5  | 109 | 66  | 39     |
| 2. | Krylja Sowetow Moskau | 25 | 14 | 3 | 8  | 111 | 87  | 31     |
| 3. | Dynamo Moskau         | 25 | 13 | 1 | 11 | 91  | 76  | 27     |
| 4. | Lokomotive Moskau     | 25 | 12 | 2 | 11 | 78  | 78  | 26     |
| 5. | Chimik Woskressensk   | 25 | 8  | 2 | 15 | 73  | 99  | 18     |
| 6. | Spartak Moskau        | 25 | 3  | 3 | 19 | 56  | 112 | 9      |

Sp = Spiele, S = Siege, U = Unentschieden, N = Niederlagen 

### Gruppe B
|    | Klub              | Sp | S  | U | N  | T   | GT  | Punkte |
| -- | ----------------- | -- | -- | - | -- | --- | --- | ------ |
| 1. | Elektrostal       | 25 | 16 | 5 | 4  | 127 | 67  | 37     |
| 2. | SKA Leningrad     | 25 | 16 | 4 | 5  | 95  | 52  | 36     |
| 3. | Kirowez Leningrad | 25 | 13 | 6 | 6  | 118 | 62  | 32     |
| 4. | SKA Kalinin       | 25 | 13 | 4 | 8  | 102 | 72  | 30     |
| 5. | LIISchT Leningrad | 25 | 6  | 2 | 17 | 77  | 140 | 14     |
| 6. | RVR Riga          | 25 | 0  | 1 | 24 | 43  | 169 | 1      |

### Gruppe C
|    | Klub                  | Sp | S  | U | N  | T   | GT  | Punkte |
| -- | --------------------- | -- | -- | - | -- | --- | --- | ------ |
| 1. | Torpedo Gorki         | 30 | 22 | 5 | 3  | 153 | 74  | 49     |
| 2. | Traktor Tscheljabinsk | 30 | 19 | 7 | 4  | 114 | 65  | 45     |
| 3. | Dynamo Nowosibirsk    | 30 | 14 | 3 | 13 | 111 | 100 | 31     |
| 4. | Spartak Swerdlowsk    | 30 | 12 | 2 | 16 | 104 | 119 | 26     |
| 5. | Molot Perm            | 30 | 5  | 5 | 20 | 72  | 130 | 15     |
| 6. | Spartak Omsk          | 30 | 4  | 6 | 20 | 72  | 138 | 14     |

## Playoffs
Achtelfinale:
- ZSKA Moskau – Kirowez Leningrad 3:3, 5:1, 7:3
- Krylja Sowetow Moskau – Spartak Swerdlowsk 5:2, 12:5
- Dynamo Moskau – Dynamo Nowosibirsk 4:4, 6:2, 6:1
- Lokomotive Moskau – HK Kalinin 4:3, 4:2

Viertelfinale:
- ZSKA Moskau – Torpedo Gorki 5:6, 3:1, 8:0
- Krylja Sowetow Moskau – SKA Leningrad 9;2, 6:2
- Dynamo Moskau – Elektrostal 4:2, 4:0
- Lokomotive Moskau – Traktor Tscheljabinsk 2:3, 4:1, 9:2

Halbfinale:
- ZSKA Moskau – Krylja Sowetow Moskau 7:1, 5:0
- Dynamo Moskau – Lokomotive Moskau 5:1, 1:3, 5:3

Finale:
- ZSKA Moskau – Dynamo Moskau 10:4, 5:0, 5:1

## Platzierungsrunden
Platzierungsrunde:
- Elektrostal – Traktor Tscheljabinsk 5:2, 6:4
- Torpedo Gorki – SKA Leningrad 5:2, 2:3
- Dynamo Nowosibirsk – SKA Kalinin 3:1, 2:1
- Kirowez Leningrad – Spartak Swerdlowsk 3:1, 0:5, 4:2

Spiel um Platz drei:
- Krylja Sowetow Moskau – Lokomotive Moskau 7:3, 8:4

Spiel um Platz fünf:
- Torpedo Gorki – Elektrostal 9:0, 5:1

Spiel um Platz sieben:
- SKA Leningrad – Traktor Tscheljabinsk 6:3, 2:1

Spiel um Platz neun:
- Dynamo Nowosibirsk – Kirowez Leningrad

Spiel um Platz elf:
- Spartak Swerdlowsk – SKA Kalinin 8:5, 1:2

Platzierungsrunde um Platz 13:
|     | Klub                | Sp | S | U | N | T  | GT | Punkte |
| --- | ------------------- | -- | - | - | - | -- | -- | ------ |
| 13. | Chimik Woskressensk | 4  | 3 | 0 | 1 | 23 | 1  | 6      |
| 14. | Molot Perm          | 4  | 2 | 0 | 2 | 5  | 14 | 4      |
| 15. | LIISchT Leningrad   | 4  | 1 | 0 | 3 | 7  | 20 | 2      |

Sp = Spiele, S = Siege, U = unentschieden, N = Niederlagen, OTS = Overtime-Siege, OTN = Overtime-Niederlage, SOS = Penalty-Siege, SON = Penalty-Niederlage
Platzierungsrunde um Platz 16:
|     | Klub           | Sp | S | U | N | T  | GT | Punkte |
| --- | -------------- | -- | - | - | - | -- | -- | ------ |
| 16. | Spartak Omsk   | 4  | 3 | 0 | 1 | 19 | 8  | 6      |
| 17. | Spartak Moskau | 4  | 2 | 0 | 2 | 18 | 8  | 4      |
| 18. | RVR Riga       | 4  | 1 | 0 | 3 | 10 | 31 | 2      |

Sp = Spiele, S = Siege, U = unentschieden, N = Niederlagen, OTS = Overtime-Siege, OTN = Overtime-Niederlage, SOS = Penalty-Siege, SON = Penalty-Niederlage

## Beste Torschützen
Abkürzungen: T = Tore, V = Assists, Pkt = Punkte; Fett: Saisonbestwert
| Spieler              | Team                  | Tore |
| -------------------- | --------------------- | ---- |
| Robert Sarachowski   | Torpedo Gorki         | 36   |
| Igor Schitschkow     | Torpedo Gorki         | 28   |
| Nikolai Snetkow      | Lokomotive Moskau     | 27   |
| Wladimir Grebennikow | Krylja Sowetow Moskau | 24   |
| Juri Paramoschkin    | Elektrostal           | 24   |
| Wiktor Sokolow       | Traktor Tscheljabinsk | 24   |

## Sowjetischer Meister
| Meister ZSKA Moskau | Torhüter: Juri Owtschukow, Nikolai Putschkow Verteidiger: Juri Baulin, Wladimir Breschnew, Genrich Sidorenkow, Nikolai Sologubow, Iwan Tregubow, Dmitri Ukolow Angreifer: Weniamin Alexandrow, Alexander Almetow, Wladimir Brunow, Igor Dekonski, Wladimir Kisseljow, Juri Kopylow, Wiktor Kuskin, Konstantin Loktew, Juri Pantjuchow, Walentin Senjuschkin, Alexander Tscherepanow, Leonid Wolkow Cheftrainer: Anatoli Tarassow |